# Lotfi al-Haffar
 (avril 2020).
Le contenu est difficilement compréhensible vu les erreurs de traduction, qui sont peut-être dues à l'utilisation d'un logiciel de traduction automatique.
Lotfi al-Haffar (en arabe : لطفي الحفار ; (1885-1968), homme d'affaires et politique syrien, membre fondateur du Bloc national et 11e premier ministre de Syrie en 1939.

## Jeunesse
Al-Haffar est né le 18 février 1885 dans une riche famille commerçante de Damas.
il a étudié la littérature arabe, les mathématiques et les Sciences de la nature.
En 1922, il rejoint la Chambre de commerce de Damas et en devient le vice-président en 1924. En 1923, en réponse aux pénuries d'eau de Damas, Al-Haffar crée la société Ayn al-Fijeh Waterworks, qui a pour objectif de pomper l'eau de la source AIn al-Fijeh dans la région de la Ghouta et de l’acheminer jusqu'à la ville de Damas. il  construit ainsi le premier système d'eau public de la ville qui sera inauguré en 1932..
Le projet a rencontré un succès immédiat et a permis à l'eau de la rivière Barada d'être utilisée jusque là pour les besoins quotidiens de la poputation, de servir à des fins d'irrigation.

## Carrière politique

### Sous mandat français
Al-Haffar fonde avec le leader nationaliste Abd al-Rahman Shahbandar le Parti populaire, premier mouvement politique en Syrie sous mandat français, qui revendique l'unité de la Grande Syrie et l'abolition du mandat français. Peu de temps après sa création, ce parti sera interdit par les autorités françaises en raison de liens présumés avec le soulèvement de 1925 à Jabal al-Druze.
Prônant la lutte politique à la résistance armée au pouvoir français, Al-Haffar rejoindra en avril 1926, le cabinet d'Ahmad Nami et deviendra ministre des travaux publics et de l'économie. Mais des divergences de vue de tardèrent pas à se manifester et le gouvernement fut dissous le 12 juin 1926. Un arrêté fut pris le 13 juin suivant pour interne Lotfi al-Haffar  avec d'autres de ses collègues. Il fut arrêté et détenu jusqu'en 1928 

### Création du Bloc National
Avec quelques dirigeants nationalistes, Al-Haffar, fonde en 1928, le Bloc national à Beyrouth. Sous la direction de Hashim al-Atassi, le Bloc devient le point de cristallisation de la résistance politique contre l'occupant Français.
En 1928, Al-Haffar est également élu à l'Assemblée constitutionnelle nationale , où il participera à la rédaction de la première constitution républicaine de Syrie.
Il reste un militant actif et organise en autre la grève générale syrienne de 1936. Celle-ci a duré soixante jours et Al-Haffar y est arrêté au cours d'une manifestation contre le Premier ministre, Taj al-Din al-Hasani. Pour mettre fin à ces manifestations, le Bloc est invité par la France à Paris afin de mener des négociations qui aboutirent finalement au traité d'indépendance franco-syrien.

### Accession au pouvoir
En juillet 1938, des élections législatives ont eu lieu et amènent l'élection écrasante du Bloc national. Al-Atassi est élu président et Jamil Mardam Bey Premier ministre. Al-Haffar, ministre des Finances poste auquel il restera attaché jusqu'en juillet 1938 
Puis le 24 février 1939, al-Haffar sera nommé Premier ministre par le président al-Atassi, portefeuille dans lequel il dirige également celui de l'éducation. Des mandants qui seront écourtés après deux mois, confrontés à une opposition croissante menée par l'ancien allié d'al-Haffar, al-Shahbandar.
En 1940, ce dernier sera assassiné et al-Haffar sera jugé avec trois autres dirigeants du Bloc national devant un tribunal militaire français. Al-Haffar devra s'enfuir alors à Bagdad et y rester jusqu'à ce son acquittement devant les tribunaux.
Sous la présidence de Shukri al-Quwatli de 1943 à1946, al-Haffar est nommé ministre de l'Intérieur, portefeuille qu'il gardera alors sous trois cabinets successif avec les Premiers ministres Saadallah al-Jabiri et Faris al-Khoury .

### Parti National
En 1947, le Bloc national se scinde en deux mouvements concurrents, le Parti national et le Parti populaire. Al-Haffar rejoint le premier et en deviendra le secrétaire général.
Il deviendra député sous l'autorité du Premier ministre Mardam Bey, jusqu'au coup d'État militaire du chef d'état provoqué par le major Husni al-Za'im qui renverse l'administration Kouwatli. Al-Haffar est alors arrêté avec la plupart des alliés de Kouwatli. Il sera libéré grâce aux jeux d'influence directs de l'ancien Premier ministre libanais Abdul Hamid Karami.

### Fin de carrière politique
Le rôle de Lotfi al-Haffar dans la politique syrienne s'estompe durant les années 1950, et il n'occupe plus aucun poste officiel. En 1958, il s'opposera à l'union  entre l'Égypte et la Syrie et  signera la déclaration de sécession soutenant le coup d'État militaire qui mettra fin à cette union en 1961.
Puis il prendra sa retraite de la politique après le coup d'État mené par Baas en mars 1963 .
Il meurt le 4 février 1968) à Damas

## Vie intellectuelle et spirituelle
Il fera partie pour la branche Damascene des cercles du Cheikh  al-Jazâ’irî, mouvement réformiste arabe traversant les milieux culturels et littéraires du moyen orient de l'époque.
Puis Il rejoindra la  franc-maçonnerie Entré à l'âge de 30 ans, il gravira tous les échelons pour devenir un haut Dignitaire de la loge "Al Zhara No 92" à  Damas, sous juridiction de la Grande Loge d'Écosse.